# Новомусино (Оренбургская область)
Новомусино — село в Шарлыкском районе Оренбургской области. Административный центр Новомусинского сельсовета.

## География
Село находится на берегу реки Неть, на расстоянии примерно 20 км к западу от села Шарлык, административного центра района.

### Часовой пояс
Село Новомусино, как и вся Оренбургская область, находится в часовой зоне МСК+2. Смещение применяемого времени относительно UTC составляет +5:00.

## История
Село впервые упоминается в 1795 году.

## Население
| 2010 |
| ---- |
| 812  |

### Национальный состав
Согласно результатам переписи 2002 года, в национальной структуре населения татары составляли 98 % из 1028 чел.

## Улицы
| - ул. Абдршина, - ул. Зерновая, - ул. Новая, | - пер. Речной, - ул. Свободы, - ул. Тархан, | - ул. Типтяр, - ул. Центральная, - ул. Школьная. |

## Известные уроженцы
- Абдршин, Рамиль Хайруллаевич (1925—1943) — советский военнослужащий, сержант, Герой Советского Союза.

## Достопримечательности
В селе находится мечеть.